# Brinkjans Krüüs

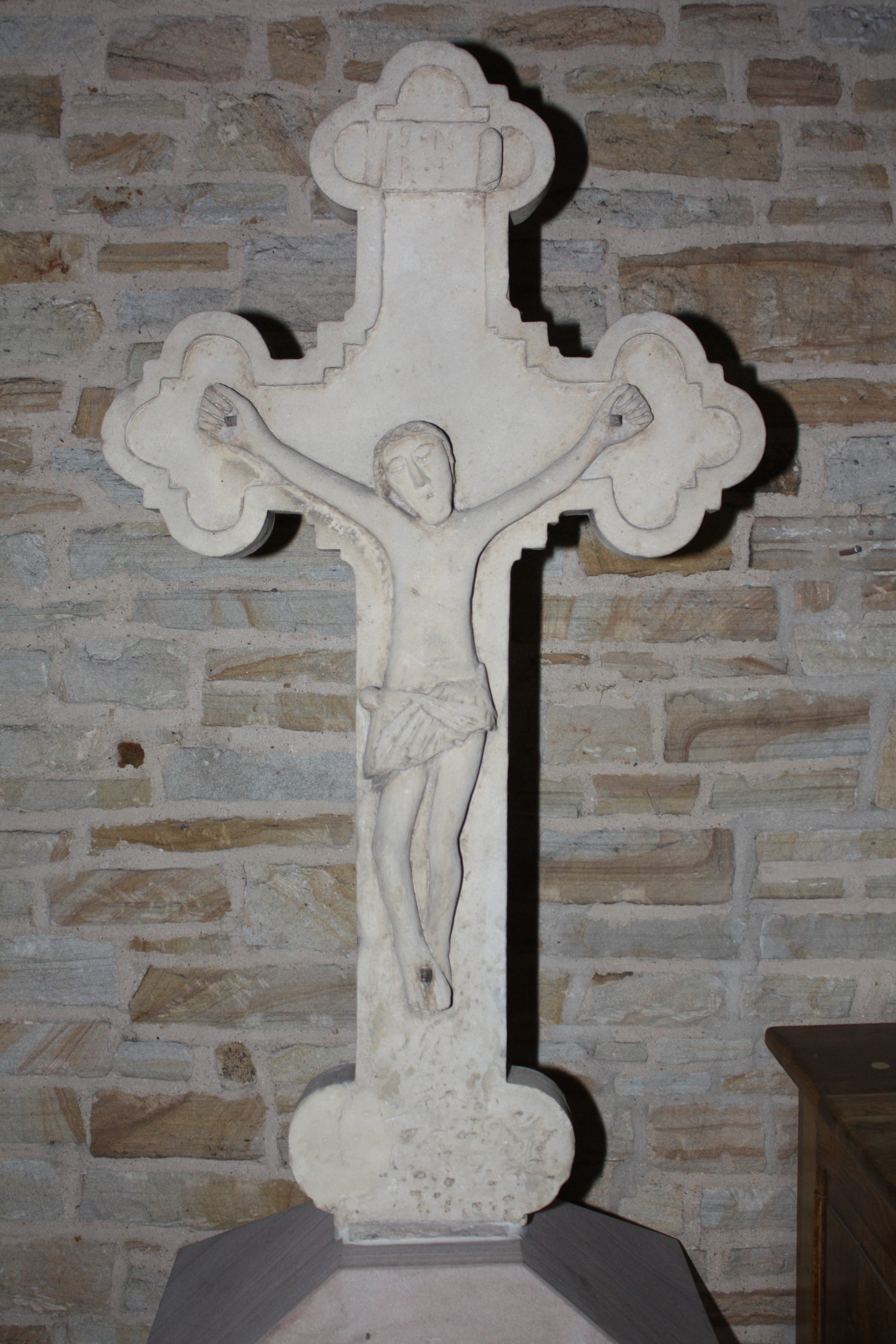
Brinkjans Krüüs in der Pfarrkirche St. Ambrosius

Das Brinkjans Krüüs ist ein Wegkreuz (mundartl. Krüüs für „Kreuz“) aus Sandstein  in Ostbevern. Das Grabkreuz aus der Zeit des Dreißigjährigen Krieges, später eine Segensstation der örtlichen Hagelprozession, steht seit 2001 unter Denkmalschutz.

## Beschreibung
Flankiert von zwei Linden steht auf einem Sockel ein Sandsteinkreuz mit einer Gesamthöhe von 2,20 m. Das Kruzifix, das durch eine Stützstange gesichert ist, ist 1,20 m hoch und 66 cm breit. Der Form nach ist es ein sogenanntes Lazaruskreuz.
Von vorne ist der Korpus Jesu Christi in Form eines Flachreliefs zu sehen, dessen Hände und Füße von eisernen Nägeln durchbohrt sind. Am unteren Balkenende ist die Jahreszahl 1797 zu erkennen. Den Sockel ziert mittig das IHS-Symbol. 
Auf der Rückseite ist eine Inschrift aus Großbuchstaben und Zahlen eingemeißelt. Die beschädigte Inschrift lautet: 

Anno 1646 den 27. Mai ist die tugendsame Agata Mauritii weiland Martini Vorh.. gelassene Witwe aus ihren Leib und Leben aufgelöst und christlich gestorben, deren Seelen Gott gnädiglich sei. Amen. Iob 19. Ich weiß, dass mein Erlöser lebt, und werde am letzten Tag von der Erde auferstehen und werde wiederum mit meiner Haut umgeben werden und werde in meinen Fleisch meinen Gott sehen.

Die Inschrift sollte die Erinnerung an die 1646 verstorbene Frau wachhalten. Ihr Mann muss Mauritius (Moritz) geheißen haben; er hatte die Frau geheiratet, nachdem wohl sein Bruder Martin sie als Witwe hinterlassen hatte. Die vier Buchstaben VORH könnten den Beginn eines Familiennamens angeben. Die Bibelstelle ist ein Vers aus dem alttestamentlichen Buch Ijob (Hi 19,25 ). 
Zwischen dem ersten Abschnitt der Inschrift und dem Bibelzitat ist eine quadratische Vertiefung im Sandstein zu sehen. Dies ist wohl die alte Stelle für die Verankerung der eisernen Stützstange. Später wurde die Stange weiter nach oben versetzt, so dass sie in die Inschrift geriet.

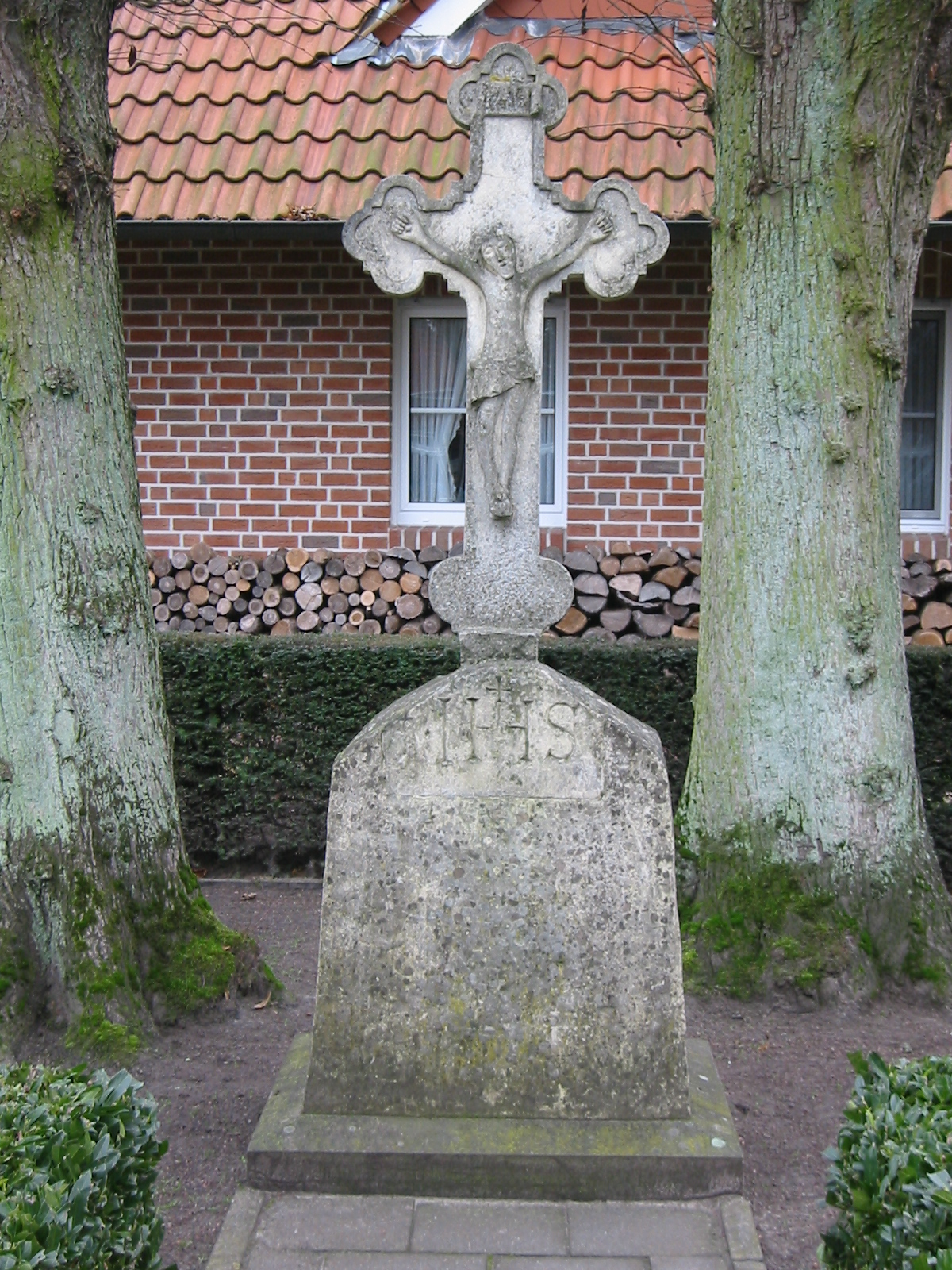
Kopie des Brinkjans Krüüs an der Bahnhofstraße

| Text auf dem Kreuz ANNO 1646 DEN 27. MAII IST DIE TVG ENTSAME AGATA MAVR(i)TII WEILANT MARTINI VORH (...) GELASSENE WITWE AVS IREN L(eib und leben) AVFGELÖSET VNDT CHRIST(lich gest) ORBEN DEEREN SELEN GOTT GENEDIGH SEI. AMEN IOB 19: ICH WEISS DAS MEIN ER LÖSER LEBET VNDT WER DE AM LET CTEN TA(g) VON DER (er) DEN AUF(e) RSTEHEN VND WER DE WIE DERVMB MIT MEIN ER H(au)T VMBGE(ben) WERDEN VN(d) WERDE IM MEI(nem) (fleisch meinen gott sehen) |
| --- |

## Name und Standort
Das Kreuz steht am ehemaligen Dorfbrink in Ostbevern, dem sogenannten „Brinkjans Pättken“. Hinter dem Kreuz stand bis zum Beginn des 20. Jahrhunderts der Kotten „Brinkjan“ oder „Brinkjohann“ (d. h. 'Johann, der auf dem Brink wohnt'), woher der Name rührt. Der Name hat also mit dem Standort zu tun und nicht mit einem Besitzverhältnis. Die Jahreszahl 1797 könnte die Ersterrichtung als Wegkreuz meinen oder das Jahr, in welchem der heutige Sockel ergänzt wurde. Vorher hatte das Kreuz die Funktion eines Grabkreuzes. Es ist nicht bekannt, auf welchem Friedhof es gestanden hat und wie es nach Ostbevern kam. Im Sterberegister der Pfarrgemeinde St. Ambrosius Ostbevern konnte für 1646 keine "Agata" gefunden werden. Ursprünglich war es im Besitz der Gräfin Soden-Fraunhofen, eine geb. Droste zu Vischering.

## Erste Segensstation der Hagelprozession
Die Hagelprozession in Ostbevern nahm ihren Ausgang an der Pfarrkirche St. Ambrosius und hatte hier ihre erste Segensstation (bis in die 1970er Jahre). Man zog weiter zur Marienkapelle, der zweiten Segensstation, und zur Annakapelle auf dem Lohkirchhof für den dritten Segen. Danach ging es auf dem Lienener Damm zurück, um an der Statue des Heiligen Donatus als vierter Segensstation Halt zu machen. Von da zog man zurück zur Pfarrkirche.

## Verbleib
Das Kreuz wurde am 30. März 2001 unter Denkmalschutz gestellt. Um eine weitere Verwitterung zu vermeiden, wurde das Original in die Kirche St. Ambrosius verbracht, wo es am Eingang zur Sakristei aufgestellt wurde. Am ursprünglichen Ort steht heute eine Kopie.

## Einzelbelege
1. ↑  Ergänzungen nach: Gr. Vorspohl et al. in Kleinschrift und in Klammern
2. ↑  Eugen Kotte, Ostbevern in alten Ansichten, Zaltbommel 2010, ISBN 9028823859